# The Tourists
The Tourists — британская поп-рок-группа, более известная, не как самостоятельный коллектив, но как квинтет, два участника которого — Энни Леннокс и Дэйв Стюарт — в будущем образовали дуэт Eurythmics, добившийся грандиозного успеха в Европе и США.

## Рождение группы
В 1977 году Пит Комбз и Дэйв Стюарт пригласили к сотрудничеству студентку Королевской Музыкальной Академии Энн Леннокс, что и стало началом работы группы. Чуть позднее к вышеназванным музыкантам присоединились Эдди Чин и Джим Туми.

## Известные работы
Самой успешной работой The Tourists стал кавер песни «I Only Want to Be with You» Дасти Спрингфилд. Высокой позиции в чартах достигла и So Good To Be Back Home Again. Остальные композиции группы не получили широкой известности.

## Распад
К 1980 году Леннокс и Стюарт почувствовали, что могут добиться успеха, работая в несколько ином формате — они образовали дуэт Eurythmics, в то же время Комбз потерял интерес к музыке.
В 1997 году был выпущен сборник Greatest Hits.